# Hyalonema obtusum
Hyalonema obtusum är en svampdjursart som beskrevs av Lendenfeld 1915. Hyalonema obtusum ingår i släktet Hyalonema och familjen Hyalonematidae. Inga underarter finns listade i Catalogue of Life.